# Endecascelio stipitipennis
Endecascelio stipitipennis är en stekelart som beskrevs av Lubomir Masner och Paul Dessart 1972. Endecascelio stipitipennis ingår i släktet Endecascelio och familjen Scelionidae. Inga underarter finns listade i Catalogue of Life.